# Caenosynteles
Caenosynteles là một chi bướm đêm thuộc họ Geometridae.